# Techentin
Techentin är en kommun och ort i Landkreis Ludwigslust-Parchim i förbundslandet Mecklenburg-Vorpommern i Tyskland. 
Kommunen ingår i kommunalförbundet Amt Goldberg-Mildenitz tillsammans med kommunerna Dobbertin, Goldberg, Mestlin och Neu Poserin.